# Волчанецкая, Екатерина Дмитриевна
Екатерина Дмитриевна Волчанецкая (урождённая Ровинская) (1881 — 1956) — российская и советская переводчица и поэтесса.

## Биография
Родилась в семье общественного и научно-художественного деятеля, правоведа и коллекционера гравюр Д. А. Ровинского. Начала писать сочинения в 8 лет, публиковалась в «Журнале для всех». Осиротев в четырнадцатилетнем возрасте, носила фамилию отчима и отчество по его имени, и только в 1921, по ходатайству А. Ф. Кони, близкого друга семьи, ей удалось снова стать Екатериной Дмитриевной Ровинской. Училась в Московском университете, получив два диплома: в 1908 на отделении русской словесности и в 1917 на факультете романских литератур. Самостоятельно изучала иностранные языки, много занималось переводами с французского, английского, испанского. В 1920-е работала секретарем в подотделе научных экспедиций, съездов и выставок Академии наук СССР. Была одним из учредителей литературного кружка «Литературный особняк», участвовала в сборниках «неоклассиков». Являлась управляющей библиотекой знаменитого литературного кафе «Стойло пегаса». Похоронена в колумбарии Нового Донского кладбища.

## Публикации
Как оригинальное, так и переводное стихотворное наследие Ровинской-Волчанецкой не собрано и не изучено. Одной из самых известных её работ является перевод поэмы Альфреда де Виньи «Ванда» («Голос минувшего», № 12, 1913), не обошедшийся без цензурных искажений. Так, полностью выпущена 17-я строфа (в подлиннике крайне нелестная по отношению к русской императорской фамилии), в предпоследней строфе оборвано одно слово.
Кроме лирических стихотворений, в 1920-1921 ею были созданы поэмы «За други своя» (посвящённая Б. Н. Бугаеву, с эпиграфом из Евангелия, снятым при публикации) и «Отравленные всходы» (об искалеченной судьбе питерских детей). К последнему произведению сочувственно отнёсся А. В. Луначарский, способствую появлению его в печати, и поэтесса позже поставила на «Отравленных всходах» посвящение ему. В 1923 вышел её единственный сборник «Серебряный лебедь». Впоследствии опубликовала только сборник детских стихов в 1941.